# Dipodium pictum
Dipodium pictum es una especie  de orquídea de hábitos terrestres. Es originaria de Asia.

## Descripción
Dipodium pictum es una orquídea de tamaño grande, que prefiere el clima cálido. con hábito epífita monopodial, litofita o terrestre con un tallo alargado con enraizamiento en cualquier lugar y, a veces haciendo keikis abajo con 2 hojas imbricadas, basalmente juntas,  hacia afuera, totalmente conduplicadas que florece en el verano en una inflorescencia axilar racemosa, de 30 a 45 cm  de largo, con 10 a 30 flores. La planta da la impresión de ser una aplastada Vanda.

## Distribución y hábitat
Se encuentra en Malasia, Java, Borneo, Sumatra y Filipinas en las tierras bajas, colinas y bosques montanos en elevaciones de 300 a 1100 metros. 

## Taxonomía
Dipodium pictum  fue descrita por (Lindl.) Rchb.f.  y publicado en Xenia Orchidacea 2: 15. 1862.
Sinonimia
- Wailesia picta Lindl.	[3][4]